# Geissois superba
Geissois superba là một loài thực vật thuộc họ Cunoniaceae. Đây là loài đặc hữu của Fiji.